# Acetobacterium malicum
Acetobacterium malicum è una specie di batterio appartenente alla famiglia delle Eubacteriaceae.